# St. Vincent-St. Mary High School
La St. Vincent–St. Mary High School è una scuola secondaria (High school) cattolica di Akron negli Stati Uniti.

## Storia
La scuola attuale è il risultato della fusione delle scuole superiori di St. Vincent e St. Mary nel 1972. La scuola appena accorpata assunse il soprannome atletico di St. Vincent, il combattente irlandese.
Nel maggio 2013, LeBron James, che aveva frequentato la scuola superiore, ha donato $ 1 milione alla scuola allo scopo di rinnovare la LeBron James Arena . Questo comprendeva un nuovo pavimento da basket, tabellone segnapunti e spogliatoi, oltre a nuove gradinate, e aumentato la capienza da 1.600 a 1.831. 

### St. Mary High School
Nel 1887 Richard Gilmour, allora vescovo di Cleveland, aveva incaricato il Rev. Dr. Thomas F. Mahar, pastore della chiesa di St. Vincent, la più antica chiesa cattolica di Akron,  per stabilire una missione nel sud Akron. La St. Mary Parish fu fondata dal Rev. Mahar nel 1896. La scuola superiore fu fondata un anno dopo. Le squadre atletiche di St. Mary erano precedentemente conosciute come i crociati.

### Liceo St. Vincent
Nel settembre 1906 fu aperta una scuola superiore per fornire ai figli dei parrocchiani un'educazione classica oltre la scuola elementare. La parrocchia aveva già aperto la St. Vincent Grade School, la più antica scuola cattolica di Akron ancora operativa.  Al momento della fusione, la St. Vincent High School si era diplomata con oltre 6.000 studenti.

## Atletica
I più grandi rivali della STVM includono l'Arcivescovo Hoban High School e il Walsh Jesuit High School .

## Alunni notevoli
- LeBron James, giocatore NBA
- Jerome Lane, giocatore NBA
- Tony Laterza, allenatore di basket del college
- Sandra Pianalto, Federal Reserve degli Stati Uniti
- JaKarr Sampson, giocatore NBA
- Frank Stams, giocatore NFL
- Romeo Travis, giocatore di basket
- Brian Windhorst, autore e reporter di ESPN